# Jean Duceppe
Jean Duceppe (né Jean Hotte le 25 octobre 1923, Montréal, Québec – 7 décembre 1990, Montréal à l'âge de 67 ans) est un acteur et directeur de théâtre québécois. Il est surtout connu pour ses rôles au théâtre et dans différentes séries télévisées.

## Biographie
Jean Duceppe, né Jean Hotte,,, est le cadet d'une famille de dix-huit enfants. Ses parents étant âgés meurent pendant qu'il est en bas âge et il est adopté par sa sœur qui est son aînée de 20 ans et son mari Rosaire Duceppe, dont il a pris le nom de famille. Officiellement Jean Duceppe et ses enfants portent le nom Hotte-Duceppe.
Autodidacte originaire de Montréal, il figure parmi les comédiens qui ont le plus marqué le théâtre québécois. Il fait ses débuts sur scène vers la fin des années 1940 en compagnie de Janine Sutto et Yvette Brind'Amour et, au terme d'un bref passage au Théâtre du Nouveau Monde, rejoint la troupe d'Yvette Brind'Amour, le Théâtre du Rideau Vert, auquel il reste attaché pendant près de 20 ans.
À la même époque, il collabore aux premiers télé-théâtres et téléromans présentés à Radio-Canada ainsi qu'à de nombreux radio-romans. Ses rôles dans La Famille Plouffe, Rue des Pignons et Terre humaine laissent un souvenir impérissable aux amateurs québécois de téléromans.
En 1962, il fonde le Théâtre des Prairies, à Joliette, qui connaîtra 21 saisons estivales. En 1973, il fonde une compagnie théâtrale qui porte son nom, la Compagnie Jean-Duceppe, dont les activités lui survivront. Installé à la Place des Arts de Montréal, Duceppe connaît plusieurs succès avec sa troupe, notamment dans la Mort d'un commis voyageur d'Arthur Miller, où il incarne le personnage principal, Willy Loman, et dans Charbonneau et le Chef de John Thomas McDonough où il interprète le personnage de l'ex-premier ministre du Québec, Maurice Duplessis.
Essentiellement homme de théâtre et de télévision, Duceppe a été moins sollicité par le cinéma. En 1971, il tient le rôle-titre dans Mon oncle Antoine de Claude Jutra, œuvre qui remporte un grand succès et qui est considérée comme l'un des films les plus marquants du Québec. Il tourne aussi dans le drame historique Quelques arpents de neige sous la direction de Denis Héroux et dans les films Les Colombes et Bingo de Jean-Claude Lord.
Jean Duceppe aura été également un homme très impliqué au niveau politique et social. Durant vingt-cinq ans, il est présent à la radio, principalement à titre d'animateur d'émissions matinales, dans quatre stations, où il ne craint pas la polémique : il est congédié à quatorze reprises. Il préside l'Union des artistes de 1957 à 1959, durant la grève des réalisateurs de Radio-Canada. En politique, Jean Duceppe collabore, en 1954, à la campagne électorale du maire de Montréal Jean Drapeau et est un des membres fondateurs du Nouveau Parti démocratique du Canada (NPD) en 1961. Devenu souverainiste, il appuie le Parti québécois lors des élections de 1976 et participe activement à la campagne référendaire québécoise de 1980. Duceppe effectue une de ses dernières apparitions publiques le 25 juin 1990 alors qu'il prononce le discours patriotique lors du spectacle de la Saint-Jean.
Jean Duceppe a épousé Hélène Rowley et est père de quatre fils et de trois filles. Le plus connu, l'aîné des fils, est l'homme politique Gilles Duceppe; sa fille Monique Duceppe est metteure en scène de théâtre. Sa fille Louise Duceppe est directrice générale de la compagnie. Il est aussi le grand-père de l'homme politique Alexis Brunelle-Duceppe.
Il meurt, au petit matin du 7 décembre 1990, à l'hôpital Saint-Luc de Montréal, des suites du diabète.[réf. souhaitée]

## Hommages

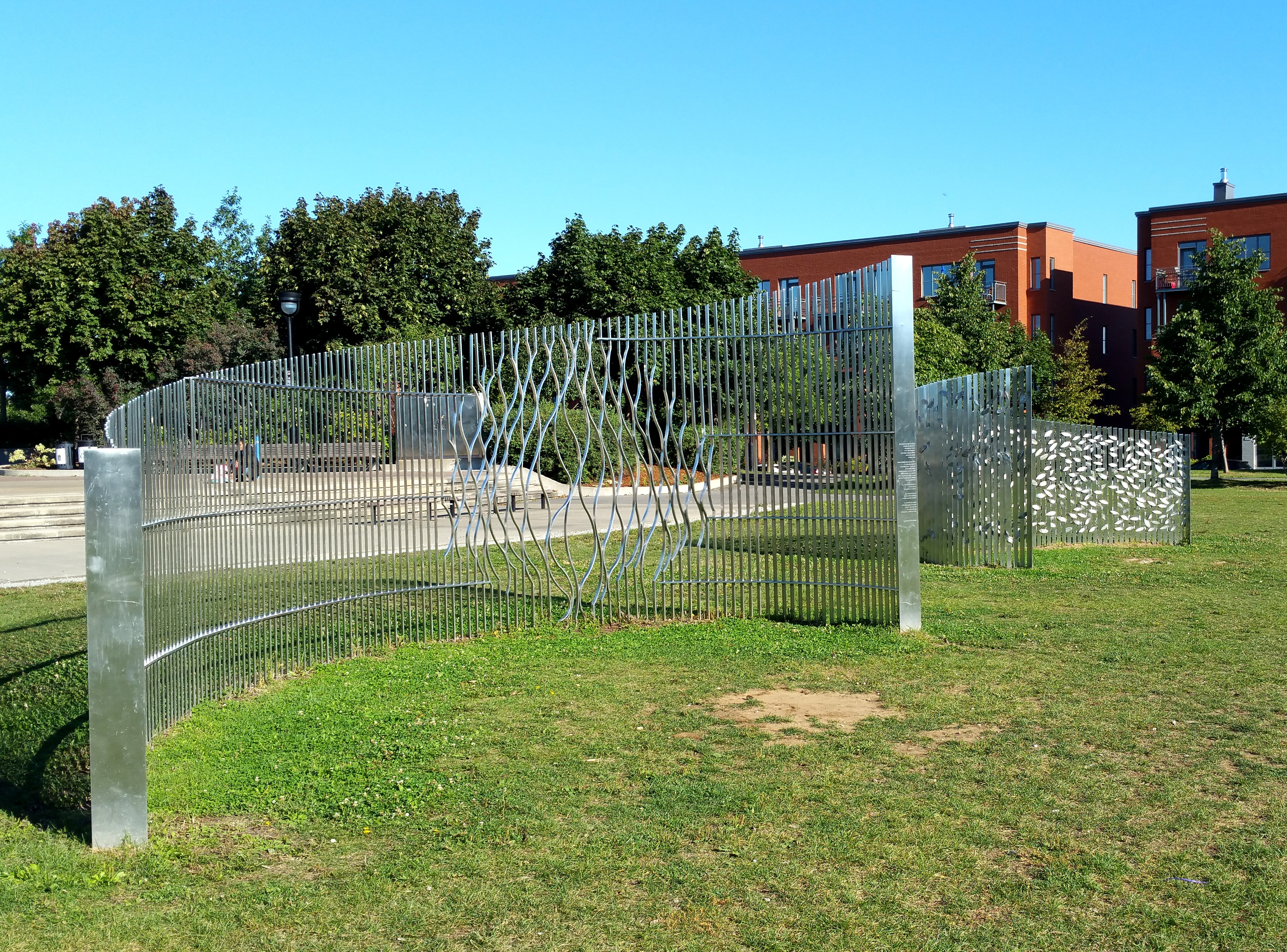
Des lauriers pour mémoire, Jean Duceppe 1923-1990 de Louise Viger, parc Jean-Duceppe, Montréal

Il fut pour le Québec l'un des plus grands comédiens de son époque, adulé du public. Encore aujourd'hui, les gens parlent de lui comme un des comédiens les plus appréciés de la scène québécoise.
En 1991, à la suite de son décès, le théâtre Port-Royal de la Place des Arts est renommé théâtre Jean-Duceppe en son honneur.
En 2002, Télé-Québec lui rend hommage par le biais d'un feuilleton télévisé de six épisodes réalisé par Robert Ménard qui fait revivre les grands moments de sa vie. C'est le comédien Paul Doucet qui personnifie le comédien.
En 2006, un parc de la Ville de Montréal rappelant sa mémoire, le parc Jean-Duceppe, est aménagé dans le quadrilatère formé de l’avenue du Mont-Royal et des rues André-Laurendeau, Augustin-Frigon et William-Tremblay.
Duceppe est également honoré par une fresque murale à Montréal de l'organisme MU à 1770, rue Montcalm.

## Distinctions
- 1968 - Prix Victor-Morin
- 1979 - Prix Denise-Pelletier
- 1979 - Prix Molson
- 1985 - Chevalier de l'Ordre national du Québec
- 1987 - Grands Montréalais

## Filmographie
- 1953 : La Famille Plouffe (série TV) : Stan Labrie
- 1955 : Je me souviens (série TV) : Pierre Boucher
- 1959 : Joie de vivre (téléroman) : Télesphore Dumouchel
- 1960 : La Force de l'âge (téléroman)
- 1962 : Le Petit Monde du Père Gédéon (téléroman) : Stan Labrie
- 1963 : Rue de l'anse (téléroman) : Farlatte
- 1963 : De 9 à 5 (téléroman) : Charles Pigeon
- 1965 : La Corde au cou (film) : Ubald
- 1966 : Rue des Pignons (téléroman) : Émery Lafeuille
- 1967 : D'Iberville (téléroman) : Abraham Bouat
- 1969 : Bilan (téléthéâtre)
- 1971 : Des souris et des hommes (téléfilm)
- 1971 : Mon oncle Antoine (film) : Antoine
- 1972 : Les Colombes (film) : L'oncle Albert
- 1972 - 1975 : Les Forges de Saint-Maurice (téléroman) : Clovis Godard
- 1974 : Bingo (film) : Eugène, le père de François
- 1974 : Les Beaux Dimanches (film) : Victor
- 1974 : Alien Thunder (film) : Inspecteur Brisebois
- 1975 : Les Vautours (film) : Maurice Duplessis
- 1978 - 1984 : Terre humaine (téléroman) : Léandre Jacquemin
- 1982 : Monsieur le ministre (série TV) : Renaud Monnier
- 1985 : Le Vieillard et l'Enfant[6] (film) : Claude Grenier, avec Jean Duceppe et Lucie Laurier
- 1987 : Robert et compagnie (série TV) : Rolland Martineau

### Baladodiffusion
- J ean Duceppe, figure de proue de la culture populaire au Québec[7], Aujourd'hui l'histoire avec Jacques Beauchamp, Montréal, publié le 30 mai 2019.